# Canopus (étoile)
Pour les articles homonymes, voir Canopus.
Désignations
Canopus (α Carinae selon la désignation de Bayer) est l'étoile la plus brillante de la constellation australe de la Carène et la deuxième plus brillante étoile du ciel nocturne après Sirius (α Canis Majoris), avec une magnitude apparente de -0,74. Elle est la seule étoile de tout le ciel capable de rivaliser d'éclat avec Sirius.

## Caractéristiques
71 fois plus grande que le Soleil, Canopus est une étoile supergéante, mais pas assez massive pour devenir à terme une supernova ; elle finira probablement comme naine blanche. Il est possible qu'elle ait commencé la fusion de l'oxygène dans son cœur et pourrait devenir une naine blanche composée de néon et d'oxygène, un cas assez peu courant.
Elle se trouve à environ 310 années-lumière, ce qui est beaucoup plus que Sirius. En réalité, Canopus est 15 000 fois plus brillante que le Soleil et Sirius ne l'est que 22 fois plus, ce qui en fait l'étoile la plus lumineuse dans un rayon d'au moins 700 années-lumière autour du système solaire[Information douteuse].
D'une couleur jaune-blanche, Canopus est une supergéante de type spectral F0 et de classe Ib.
En septembre 2008, une équipe d'astronomes, opérant à l’instrument Amber du VLTI, a révélé que la surface de Canopus comporte des taches solaires dont le diamètre peut atteindre 20 fois celui du Soleil. Ils ont aussi établi précisément sa masse (6,93 masses solaires (+/- 0,15)) et son diamètre (71,4 diamètres solaires).

## Importance dans l'Histoire
Elle marque le gouvernail de l'ancienne constellation Navire Argo et porterait le nom du pilote du roi Ménélas lors de la guerre de Troie. Elle a été utilisée par Posidonios pour évaluer la longueur du méridien.

Méthode de Posidonios pour calculer la longueur du méridien terrestre en utilisant la hauteur de l'étoile Canopus à Rhodes et Alexandrie.

Une ville d'Égypte fut fondée vraisemblablement à son nom. Ptolémée y fit ses observations depuis le temple. Dans la mythologie guanche de l'île de Tenerife (Espagne), l'étoile Canopus était liée à la déesse Chaxiraxi.
Par coïncidence, par sa brillance et sa position, loin de l'équateur céleste, Canopus est aussi une importante étoile pour la navigation des sondes spatiales américaines. En effet dans la majorité du programme spatial américain la navigation se fait selon 3 axes, alignés sur le Soleil et l'étoile Canopus, dont la visibilité sert de repère fixe simple à retrouver.

## Noms
Le nom de Canopus a été formalisé par l'Union astronomique internationale pour désigner l'étoile le 20 juillet 2016.

## Dans la culture populaire
Dans le cycle de Dune de l'auteur de science-fiction Frank Herbert, la planète Arrakis, surnommée Dune, est la troisième planète de Canopus.
Le cycle d'ouvrages de science-fiction de Doris Lessing intitulé Canopus in Argos: Archives décrit les observations et les activités sur notre Terre d'émissaires venus du système de Canopus.
Dans l'anime B The Beginning, Canopus est utilisé comme nom de code par une ancienne connaissance pour donner des indications au héros sur qui chercher.